# Castanet, Aveyron
 Castanet  là một xã ở tỉnh Aveyron, thuộc vùng Occitanie ở miền nam nước Pháp.